# Hám János
Hám János (Gyöngyös, 1781. január 5. – Szatmárnémeti, 1857. december 30.) szatmári püspök, kinevezett esztergomi érsek.

## Életpályája
Iskoláit szülővárosában, Rozsnyón és Egerben végezte. Ez utóbbi helyen belépett a papneveldébe. Mint ifjú áldozópap, a lelkipásztorkodás terén működött. Még csak 13 éve volt pap, amikor az egri káptalan kanonokává nevezték ki. 1828-ban szatmári püspökké szentelték. Szerény, mondhatni önmegtagadó életét egészen egyházmegyéjének szentelte. Szegény, fiatal egyházmegyéjének úgyszólván ő volt a második megalapítója. Szatmár városa is végtelen sokat köszönhetett neki. A szegényeknek ápolóintézetet, irgalmasrendi kórházat, tanítóképzőt építtetett. A székesegyházat, püspöki lakot kibővítette. Hatalmas apácakolostort emelt, konviktust, kálváriát létesített.
V. Ferdinánd király a titkos tanácsosi ranggal és a szentjobbi javadalmas apátsággal emelte tekintélyét, amikor pedig Kopácsy József halálával 1848-ban a hercegprímási szék megürült, 1848 júniusában esztergomi érsekké nevezte ki, de Hám állását mégsem foglalta el.
Amikor a császári csapatok elfoglalták Pestet, nyíltan szembefordult az 1848–49-es forradalommal és szabadságharccal, pásztorleveleiben az uralkodó iránti engedelmességre buzdította a lakosságot. A magyar kormány árulónak bélyegezte és zárolta birtokait. 1849 júliusában lemondott az érsekségről, és visszatért a szatmári püspökségbe, melyet haláláig vezetett.

## Püspöki munkássága (a „városépítő” püspök)
Noha ő maga önmegtartóztató, szegény életet élt, püspöksége gazdagságot és virágzást jelentett Szatmárnémeti számára. A „városépítő” püspök munkássága máig hatóan meghatározta Szatmárnémeti városképét is (mindenekelőtt az óvárost, természetesen). Neki köszönhető a klasszicista stílusú szatmári székesegyház, ő építette a szép neobarokk püspöki palotát, az ő alkotása a püspöki konviktus, amely a második világháború előtt 160 fiúnak nyújtott otthont, de róla beszélnek azok a középületek, amelyek ma is a város ékességei.
Egyházépítő és szociális munkássága hasonlóan fontos és kiterjedt volt. Neki köszönhető a Szatmári Irgalmas Nővérek rendjének megalapítása (szociális és tanító rendként), de ő telepítette le Szatmáron az Istenes Szent Jánosról elnevezett irgalmas rendű szerzeteseket, ő építette hatalmas zárdáikat, és ő vetette meg a ferences szerzetesek zárdájának alapját is. Ő létesítette a katolikus leányiskolát és nőnevelő intézetet, páratlan szociális érzékenységéhez hűen pedig elszánt támogatója volt a szegényeknek, de a kisiparosoknak, kereskedőknek is. Példamutatása máig hatóan kihat utódai munkásságára is.

## Emlékezete

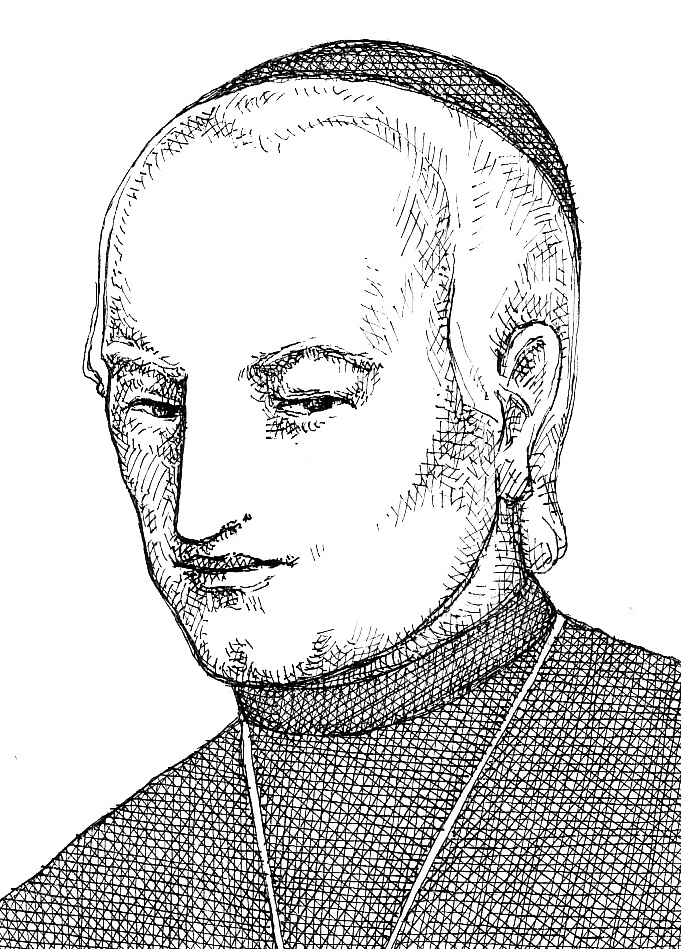
Muhi Sándor tusrajza a püspökről

Hám János püspököt az egyházmegye „második alapítójaként” tiszteli Szatmárnémeti katolikus közössége. Városépítő és – fejlesztő – tevékenysége folytán ugyanakkor tisztelete nem korlátozódik pusztán a katolikus közösségre. A hagyományosan protestáns többségű Szatmárnémetiben (ahol a magyarságon belül máig a reformátusok vannak többségben), hosszú ideje utca viseli a nevét (noha időről időre más utcát neveztek el, pontosabban át róla). 

Noha a 48-as forradalommal szembeni felszólalásai és kiállása nem tette népszerűvé az összmagyarság szemében, Szatmárnémetiben és a szatmári egyházmegye egész területén (de tágabban Erdély egészében is) máig általános tisztelettel őrzik a nagy püspök emlékét. Számos intézmény, utca, rendezvény őrzi emlékét. Az ő nevét viseli:
- Szatmárnémeti római katolikus iskolaközpontja (Hám János Római Katolikus Iskolaközpont)
- A Hám János Napok című katolikus rendezvénysorozat (Szatmárnémeti)
- A Hám János utca Szatmárnémetiben (ma az egykori Bem utca viseli a püspök nevét)

Szatmárnémetiben köztéri szobra is van a püspöknek, az általa építtetett (illetve átalakíttatott) székesegyház előtt. Szobra van továbbá a Hám János Római Katolikus Iskolaközpont aulájában, értékes portréját pedig a Meszlényi Gyula Egyházművészeti Gyűjteményben őrzik.

## Galéria

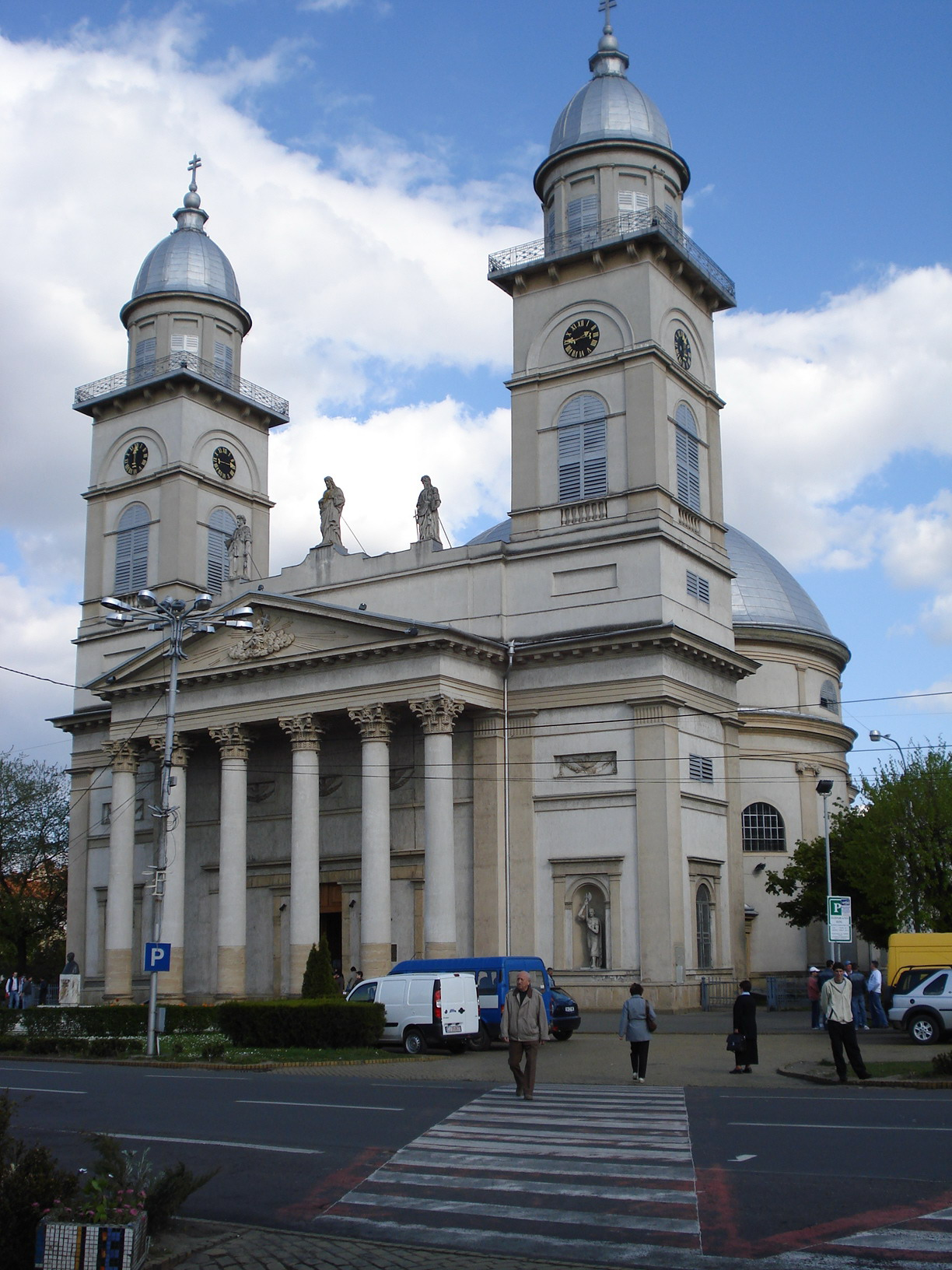
Az általa építtetett (Hild József tervei alapján átalakíttatott) szatmárnémeti Urunk Mennybemenetele székesegyház
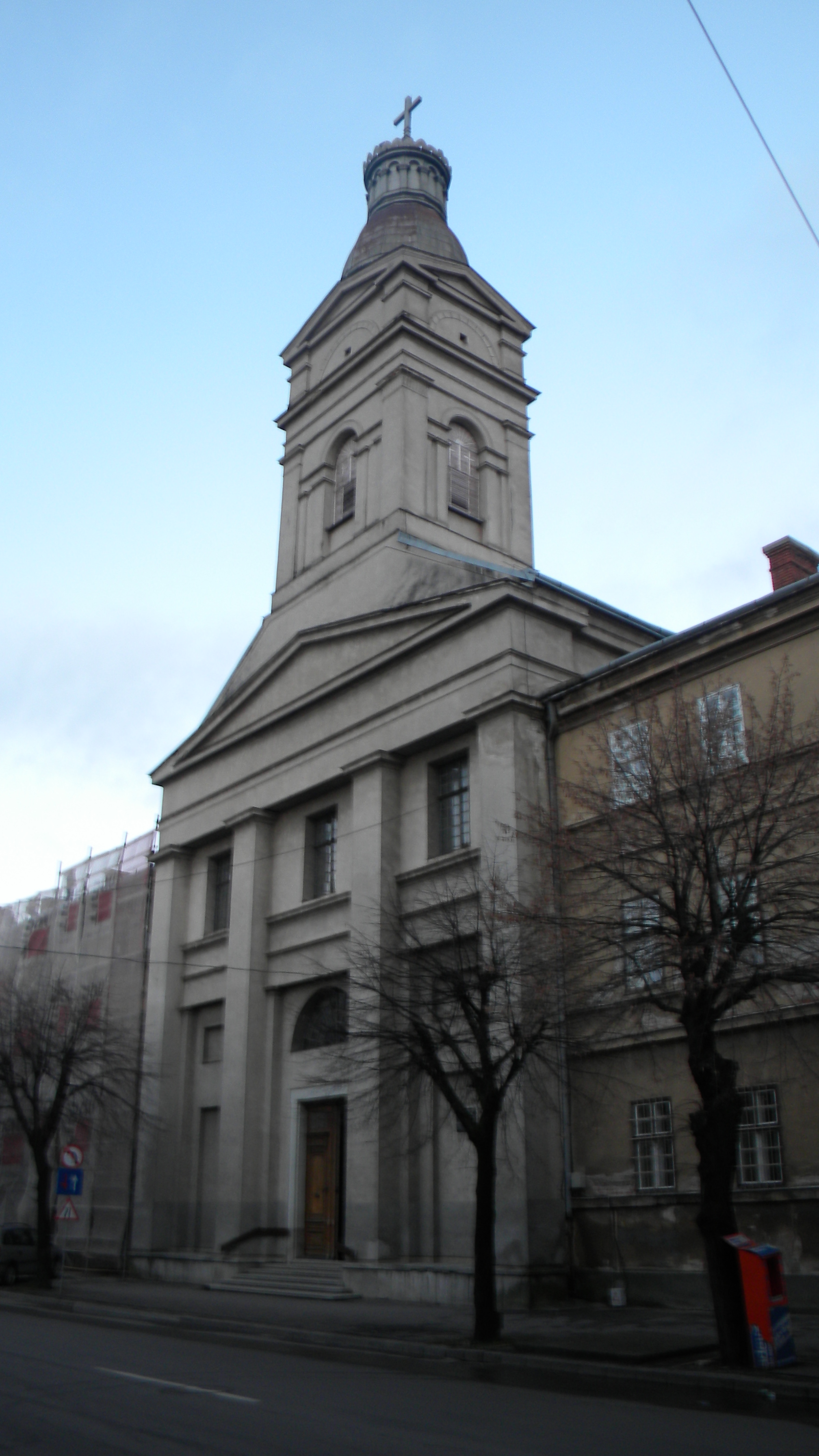
Az általa alapított Szatmári Irgalmas Nővérek zárdatemploma
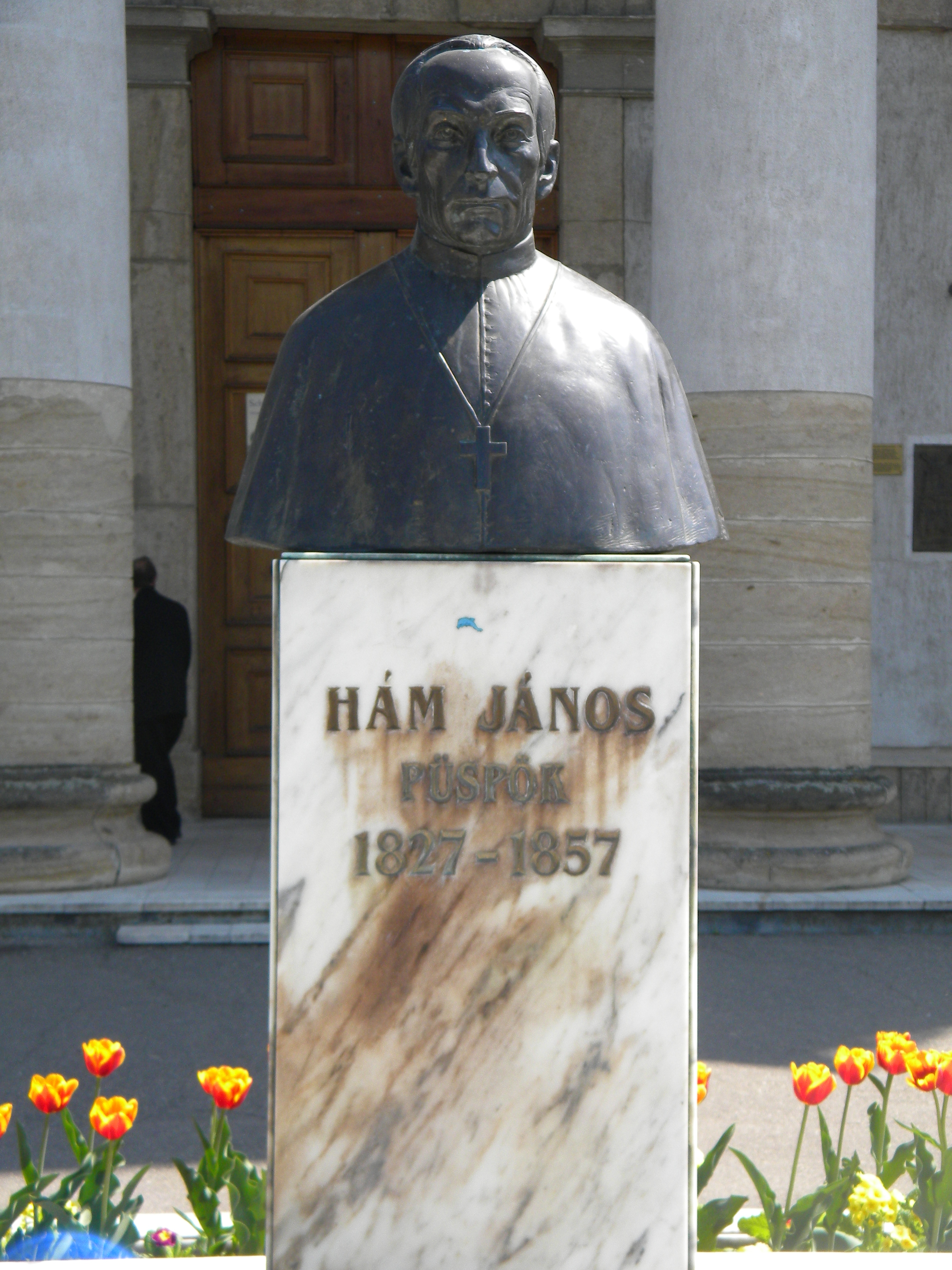
Hám János szobra a szatmárnémeti székesegyház előtt
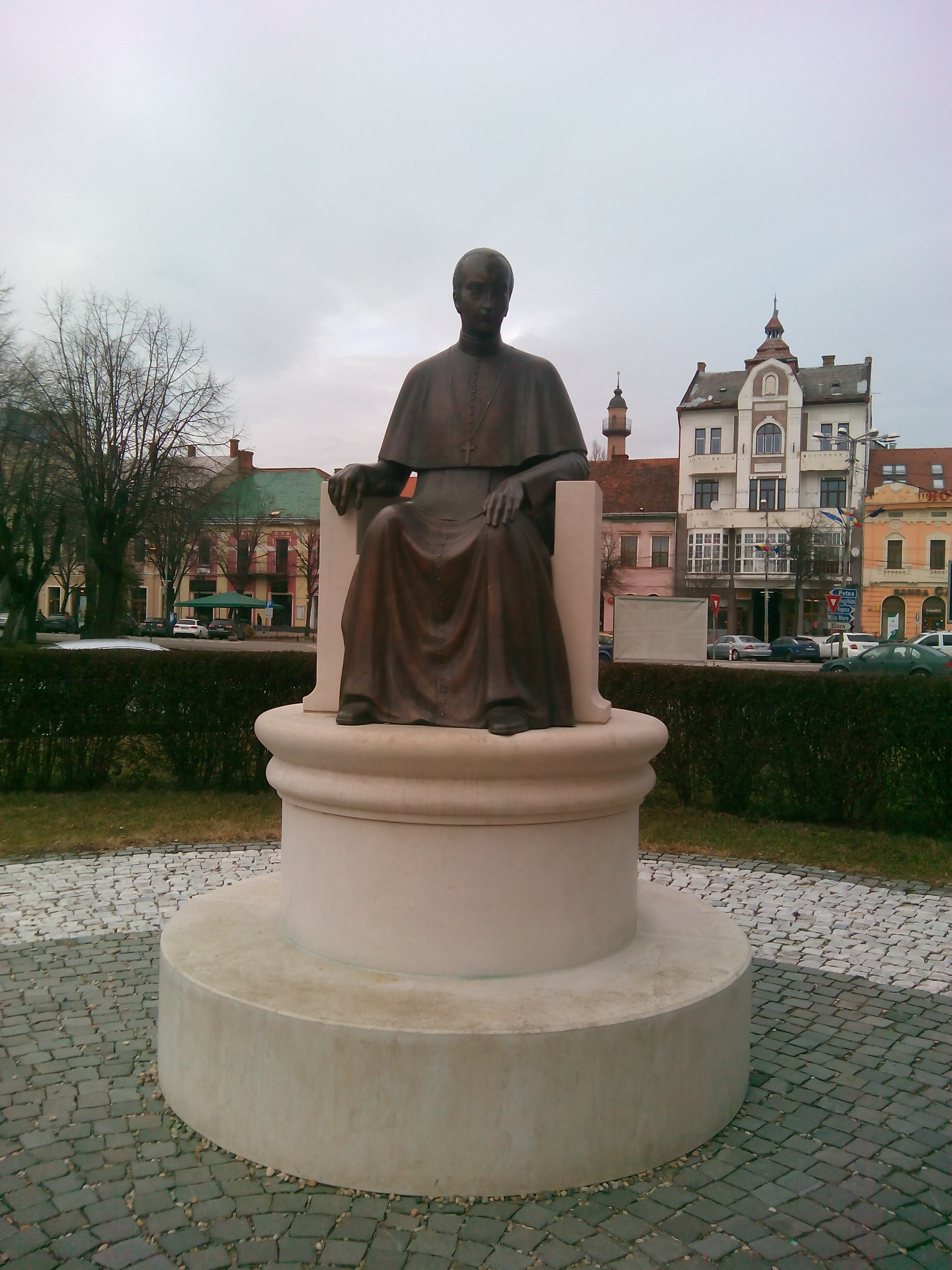
Hám János szobra Szatmárnémetiben
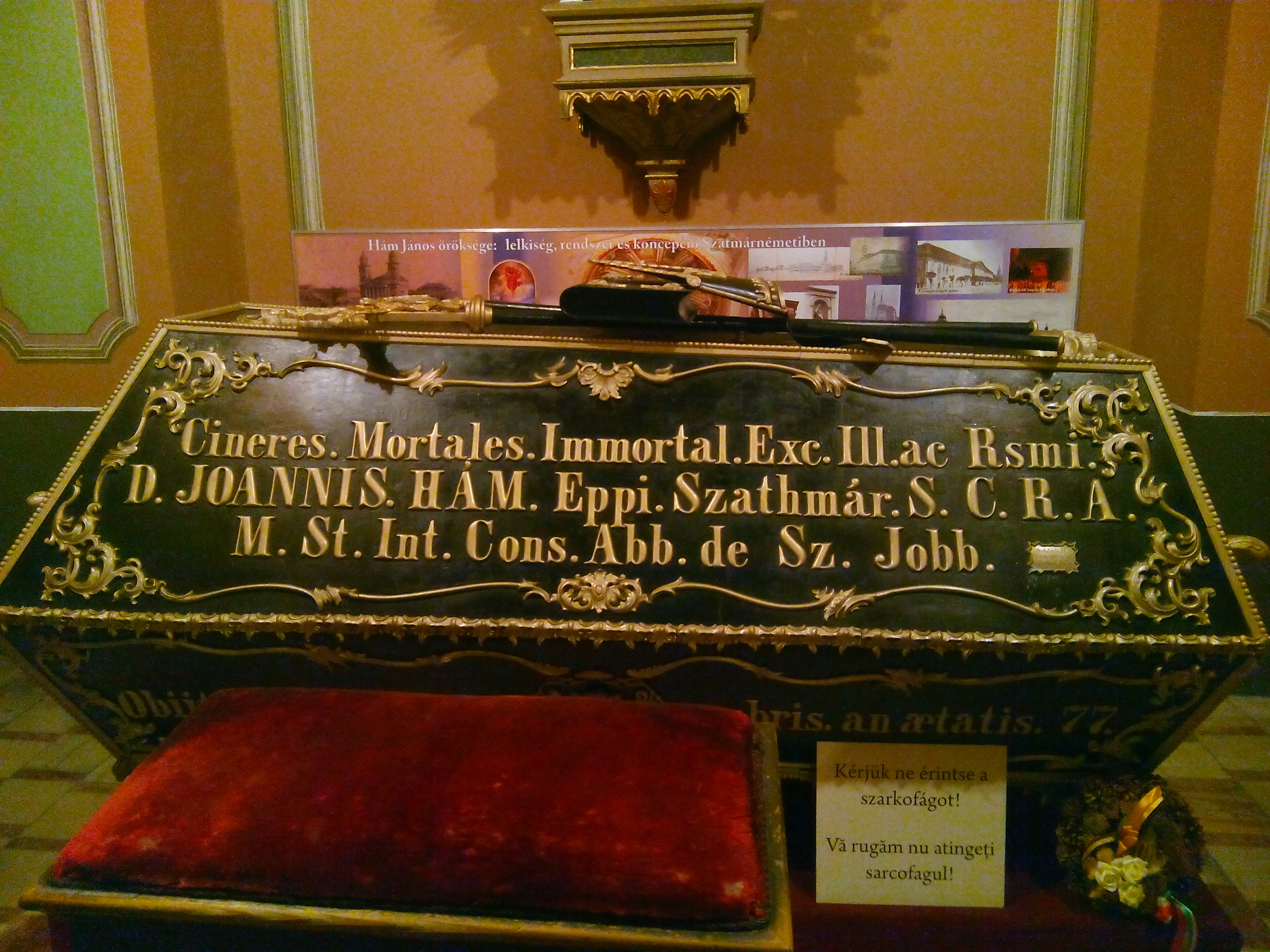
Hám János sírja a szatmárnémeti székesegyházban

## Művei
- Szentbeszédeit diszes kiadásban Meszlényi Gyula, Szatmár püspöke adta ki: Hám János szentbeszédei (I–III. Szatmár, Pázmány Sajtó, 1894)
- Hám János emlékiratai (Bp., 1927)